# Sporotrichum chlorinum
Sporotrichum chlorinum är en svampart som beskrevs av Link 1816. Sporotrichum chlorinum ingår i släktet Sporotrichum och familjen Fomitopsidaceae.   Inga underarter finns listade i Catalogue of Life.